# Reprezentacja Wysp Dziewiczych Stanów Zjednoczonych w piłce nożnej mężczyzn
Reprezentacja Wysp Dziewiczych Stanów Zjednoczonych w piłce nożnej jest narodową drużyną Wysp Dziewiczych Stanów Zjednoczonych-amerykańskiej posiadłości na Karaibach i jest kontrolowana przez Federację Piłki Nożnej Wysp Dziewiczych Stanów Zjednoczonych (United States Virgin Islands Soccer Federation), założoną w 1989, członkiem CONCACAF została w 1987, FIFA w 1998. Nigdy nie zakwalifikowała się do finałów Mistrzostw Świata ani Złotego Pucharu CONCACAF. Przydomkiem reprezentacji jest Uderzenie orła (Dashing eagle). Trenerem reprezentacji jest Gilberto Damiano.

## Udział wMistrzostwach Świata
- 1930 – 1998 – Nie brały udziału (nie były członkiem FIFA)
- 2002 – 2022 – Nie zakwalifikowały się

## Udział wZłotym Pucharze CONCACAF
- 1991 – 1998 – Nie brały udziału
- 2000 – 2011 – Nie zakwalifikowały się
- 2013 – Nie brały udziału
- 2015 – 2021 – Nie zakwalifikowały się

## Udział wPucharze Karaibów
- 1989 – 1998 – Nie brały udziału
- 1999 – 2007 – Nie zakwalifikowały się
- 2008 – 2012 – Nie brały udziału
- 2014 – 2017 – Nie zakwalifikowały się